# Республиканская физико-математическая школа
Республиканская физико-математическая школа (РФМШ) — средняя школа Республики Казахстан с углубленным изучением физики, математики и программирования. В школе ведётся обучение с 7-го по 11-й классы. Международный член национального консорциума средних школ STEM (NCSSS).
РФМШ была создана по аналогии с физико-математическими школами-интернатами при государственных университетах Советского Союза (Москва, Ленинград, Новосибирск, Киев, Ереван, Тбилиси) с целью развития одаренных в области математики и физики детей со всех регионов страны.

## История
В СССР в 60-е годы, инициатором создания нескольких школ-интернатов с углубленным изучением физики и математики выступил академик Колмогоров А. Н., благодаря усилиям которого открылись первые физико-математические школы (три в РСФСР и одна в УССР).
В Казахской ССР в 60-е годы таким инициатором был член Академии наук Казахской ССР Орымбек Жаутыков, который уделял большое внимание совершенствованию преподавания в средних школах физики и математики. Он неоднократно выступал с лекциями по проблемам преподавания перед педагогами Алма-Аты, на республиканских конференциях, а также на курсах повышения квалификации учителей. По его инициативе правительством республики был рассмотрен вопрос о создании Республиканской физико-математической школы-интернат. Жаутыков приложил немало усилий для организации нового учебного заведения.
16 октября 1972 года Постановлением Совета Министров Казахской ССР № 55 была открыта Республиканская физико-математическая школа-интернат, с возможностью обучения поступивших на конкурсной основе как учеников проживавших в городе Алма-Ата, так и учеников прибывших из областей республики.
Постановлением Правительства Казахской ССР № 55 от 14 февраля 1990 года о присвоении Республиканской Физико-Математической Школе была названа в честь академика Орымбека Жаутыкова.

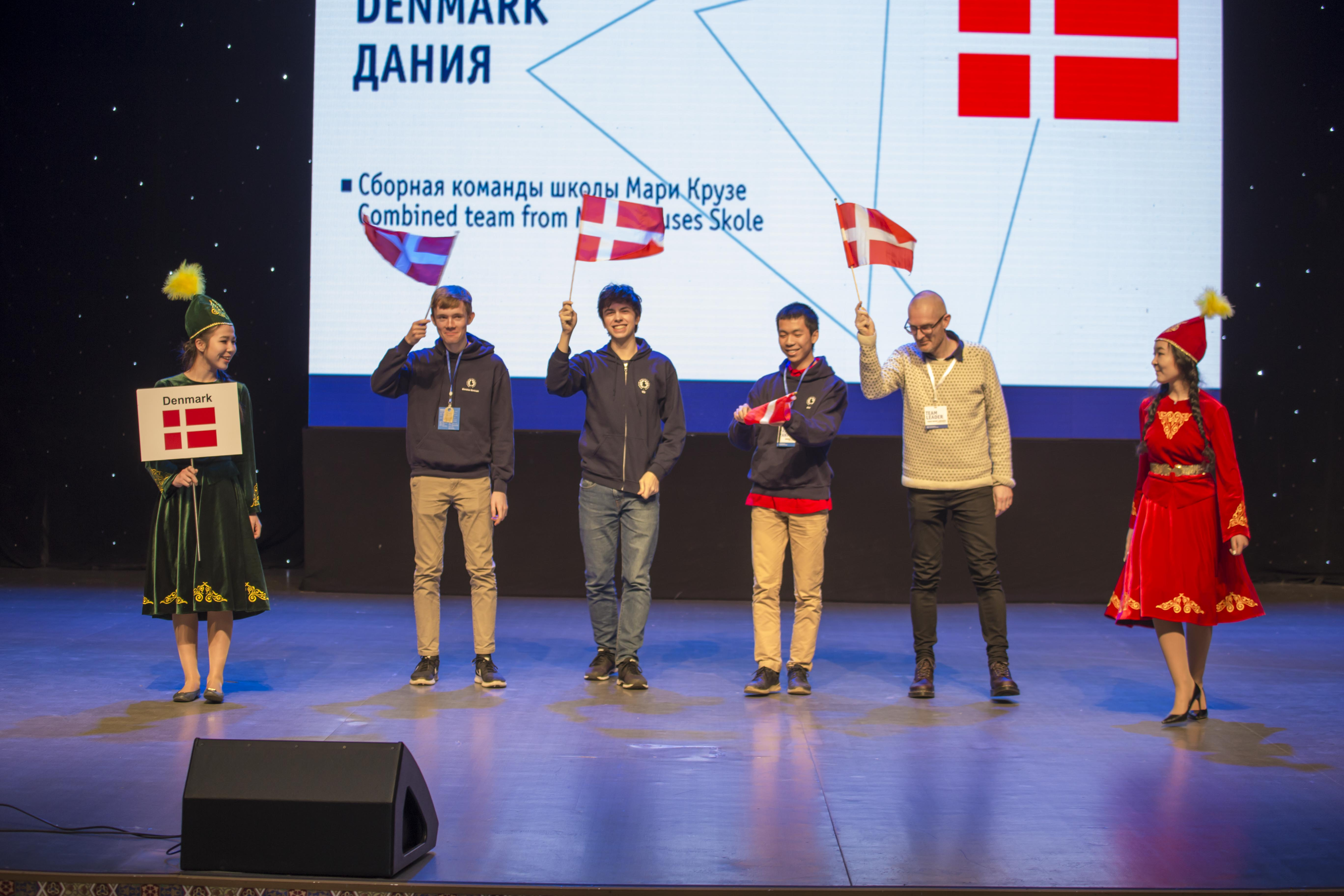
Датская команда на церемонии открытия МЖО 2019 года

В январе 2005 года состоялась I Международная Жаутыковская олимпиада по математике и физике среди специализированных школ ближнего и дальнего зарубежья, в которой приняли участие 189 участников в составе 17 команд из пяти стран: России, Армении, Кыргызстана, Казахстана и Турции.
В июле 2015 года «Республиканская специализированная физико-математическая школа-интернат имени О. Жаутыкова для одаренных детей» преобразована в Некоммерческое акционерное общество «Республиканская физико-математическая школа».
Год спустя в июле 2016 года в Астане был открыт столичный кампус школы под названием РФМШ Астана.
Постановлением Правительства Республики Казахстан от 21 января 2016 года № 25 "О некоторых вопросах некоммерческого акционерного общества «Республиканская физико-математическая школа», согласно которому 50 % акций РФМШ переданы в собственность автономной организации образования «Назарбаев Интеллектуальные школы».
В апреля 2017 года согласно решению Попечительского Совета некоммерческого акционерного общества «Республиканская физико-математическая школа» был создан Общественный Фонд «Fizmat Endowment Fund» (Физмат Эндаумент фонд).

## Международная Жаутыковская олимпиада[12][13]
Международная Жаутыковская олимпиада (МЖО) — это командное соревнование для учащихся старших классов по предметам математика, физика и информатика. Олимпиада проводится ежегодно на базе РФМШ Алматы. В олимпиаде принимают участие команды из разных стран, состоящие не более чем из 7 человек: 3 представителя на математику и по 2 на остальные дисциплины, а также 1 или 2 наставника. Итоги подводятся в личном зачете по каждому из предметов и в командном зачете по общему числу баллов.
Организацией МЖО занимаются РФМШ и Республиканский научно-практический центр «Дарын» при поддержке Министерство образования и науки Казахстана, акимата города Алматы, КазНУ имени аль-Фараби и Международный университет информационных технологий.
В 2005 году в олимпиаде приняло участие 22 команды (185 участников) из 6 стран. В 2018 — участвовали 72 команды (482 участника) из 15 стран. В числе участников представители ближнего зарубежья (Россия, Азербайджан, Грузия, Армения, Кыргызстан, Таджикистан, Узбекистан и Туркменистан), а также стран дальнего зарубежья (Чехия, Румыния, Болгария, Турция, Индонезия, Монголия, Сербия и Иран).

## Учебный процесс
В задачи школы входит поиск и отбор одарённых старшеклассников по всему Казахстану и их дальнейшая общеобразовательная подготовка с углублённым обучением математике и физике, а также информатике и английскому языку с предоставлением общежития в г. Алматы. При школе действуют подготовительные курсы Fizmat Academy и Яндекс.Лицей, также на базе РФМШ организуются Олимпиадные подготовки для школьников. В среднем только на преподавание математики ученикам отводилось до 11 часов в неделю.
В РФМШ преподавание ведется на двух языках: на казахском и русском. В 10 классе ученики РФМШ могут выбрать американскую университетскую программу Advanced Placement (AP), которая состоит из двухгодичной программы по математике, физике, статистике, английскому языку, естественным наукам, которые позволяют студентам не посещать вводные курсы в университете. Школа предлагает более 16 курсов Advanced Placement.

## Достижения и награды
РФМШ Алматы неизменно занимает одно из первых мест в стране по результатам Республиканских предметных олимпиад. Согласно рейтингу математических школ 2016 года РФМШ заняла 1 место, завоевав с 2010 по 2016 годы: 27 золотых, 56 серебряных и 83 бронзовых медалей.
Согласно рейтингу олимпиадных школ 2025 Республики Казахстан РФМШ Алматы заняла 1 место, завоевав 9 золотых, 16 серебряных и 17 бронзовых медалей. Тем самым, опередив ряд школ НИШ и БИЛ.
По итогам участия во всемирных олимпиадах (IMO, IPhO, IOI, IBO, IChO) за последние годы ученики РФМШ завоевали 66 медалей: 7 золотых, 21 серебряных, 38 бронзовых.

## Известные выпускники
В число известных выпускников школы вошли:
- Кулибаев, Тимур Аскарович — председатель Казахстанской ассоциации организаций нефтегазового и энергетического комплекса «Kazenergy»;
- Масимов, Карим Кажимканович — председатель Комитета национальной безопасности Республики Казахстан, в прошлом — дважды премьер-министр Республики Казахстан;
- Волож, Аркадий Юрьевич — основатель Яндекса[32];
- Сегалович, Илья Валентинович — основатель Яндекса[32];
- Джакишев, Мухтар Еркынович — экс-глава Казатомпром;
- Келимбетов, Кайрат Нематович — председатель Агентства по стратегическому планированию и реформам Республики Казахстан, в прошлом — председатель Национального банка Республики Казахстан;
- Каппаров, Нурлан Джамбулович — министр окружающей среды и водных ресурсов Республики Казахстан;
- Кожамжаров, Кайрат Пернешович — депутат Сената Парламента Республики Казахстан, в прошлом — генеральный прокурор Республики Казахстан;
- Султанов, Бахыт Турлыханович — министр торговли и интеграции Республики Казахстан, в прошлом — аким (мэр) Астаны;
- Досаев, Ерболат Аскарбекович — аким Алма-Аты, в прошлом — председатель Национального банка Республики Казахстан и министр национальной экономики Республики Казахстан;
- Каниев, Берик Сералиевич[каз.] — председатель совета директоров Lancaster Group Ltd[33] и НАО «РФМШ»[34];
- Ким, Вячеслав Константинович — крупный акционер и председатель совета директоров АО «Kaspi.kz»[35];
- Мирзагалиев, Магзум Маратович — казахстанский государственный деятель, министр экологии, геологии и природных ресурсов Республики Казахстан[36][37].